# Nesiostrymon tristis
Nesiostrymon tristis is een vlinder uit de familie van de Lycaenidae. De wetenschappelijke naam van de soort werd als Thecla tristis in 1926 gepubliceerd door Percy Lathy.